# برونو سواريز
برونو سواريز (بالإنجليزية: Bruno Soares)‏ مواليد 27 فبراير 1982 في بيلو هوريزونتي، البرازيل، هو لاعب كرة مضرب برازيلي يلعب باليد اليمنى بدأ مسيرته كمحترف عام 2001.

## روابط خارجية
- برونو سواريز على موقع رابطة محترفي التنس (الإنجليزية)
- برونو سواريز على موقع الاتحاد الدولي لكرة المضرب (الإنجليزية)
- برونو سواريز على موقع كأس ديفيز (الإنجليزية)
- برونو سواريز على موقع خلاصة التنس.كوم (الإنجليزية)
- برونو سواريز على موقع إي إس بي إن.كوم (الإنجليزية)
- برونو سواريز على موقع أوليمبيديا (الإنجليزية)
- برونو سواريز على موقع اللجنة الأولمبية البرازيلية (البرتغالية)